# HHA Typ DT2
Die Doppeltriebwagen vom Typ DT2 waren normalspurige Elektrotriebwagen in Stahlleichtbauweise für das 750-Volt-Gleichstrom-Netz der Hamburger U-Bahn. Die zweite Neubauserie nach dem 2. Weltkrieg folgte den relativ schweren Triebwagen vom Typ DT1. Zwischen 1962 und 1966 wurden von Linke-Hofmann-Busch fünf Bauserien geliefert. Die 186 zweiteiligen Einheiten ohne Wagenübergang prägten bis in die 1990er Jahre das Bild der U-Bahn-Linien U2 und U3. Mit dem vermehrten Einsatz der DT4 wurden die DT2 ab 1993 aus dem Betriebseinsatz genommen; der letzte planmäßige Einsatz erfolgte im Dezember 2004. Nach 53-Jährige Einsatzzeit wurde der letzte DT2 im November 2015 ausgereiht. Die Nachfolgegeneration Typ DT3 kam ab 1968 zum Betriebseinsatz.

## Bau

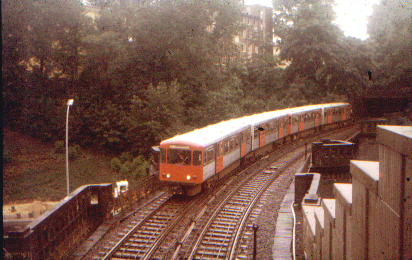
DT2 mit ursprünglicher Front im Jahr 1978 am Stintfang in St. Pauli

In die Entwicklung des neuen Typs flossen sowohl die Erfahrungen aus dem Bau des DT1 als auch der „Silberlinge“ ein. Der Wagenkasten war als selbsttragende Röhre in Stahlleichtbauweise nach Lizenz der amerikanischen Budd Company erstellt, wodurch die Masse der Fahrzeuge gegenüber den DT1 erheblich reduziert werden konnte. Dementsprechend geringer war auch der Stromverbrauch der Wagen. Das Wageninnere war mit hellen Platten aus glasfaserverstärktem Kunststoff verkleidet. Der Fußboden bestand aus einer Sperrholzplatte auf einem Wellblechuntergrund, der mit einem 2 mm starken grauen PVC-Belag verkleidet wurde. Er war an den Fahrzeugseiten hochgezogen, so dass dort zur besseren Reinigung keine Kante entstand. Über den Sitzen war beidseits ein Lüftungskanal in die Decke eingearbeitet, der zur Wageninnenseite mit perforierten Kunststoffplatten verkleidet war. Auf dem Dach saßen je Wagenkasten acht Kuckuckslüfter. An den schrägen Dachvouten befanden sich beidseits ein Leuchtenband mit Leuchtstoffröhren und teilweise mattierter Plexiglas-Abdeckung. Für den Entwurf des Fahrzeuges ist ein Designteam der Geschwister-Scholl-Hochschule für Gestaltung Ulm verantwortlich. Es bestand aus Hans Gugelot, Herbert Lindinger und Helmut Müller-Kühn, das Farbkonzept entwickelten Otl Aicher und Peter Croy. Die Hamburger Hochbahn machte für die Entwicklung des neuesten Modells DT5 ausdrücklich einen gestalterischen Bezug zum DT2/DT3 zur Vorgabe.
Die Wagenfronten und die Türen waren außen in Orangerot gehalten. Die ersten zwei Prototypen des Typs DT2.0 (9100–9103) wurden allerdings noch „blank“ ausgeliefert und die Fronten erst später lackiert. Pro Wagenseite gab es zwei elektropneumatisch schließende, außen laufende Doppelschiebetüren. Die Sitze im Fahrgastraum waren quer in 2+2-Abteilen angeordnet; die ersten Serien hatten graue Kunststoffschalen-Sitzbänke, spätere braune oder blaue Kunststoffpolster-Sitzbänke. In den 1970er Jahren wurden die Schalensitze blau lackiert, die inneren Stirnwände und die Innenseiten der Türen mit gelboranger Farbe bemalt. Dabei wurden auch die ursprünglich vorhandenen Gepäckablagen an der Wand über den Sitzen entfernt.
Die Hilfseinrichtungen wurden über eine 110-V-Batterie gespeist, diese wiederum entnahm ihre Energie über Umformer aus dem 750-V-Gleichstromnetz. Die ersten vier Serien hatten jeweils zwei Umformeranlagen, die fünfte dagegen nur eine.
Zu jeder Einheit gehörten zwei Triebdrehgestelle mit je zwei Hohlwellenmotoren. Die ersten beiden Serien hatten je eine Laufachse an den Kurzkuppel-Enden, die späteren Serien ein gemeinsames Laufdrehgestell. Die Einheiten waren mit differenzialangetriebenen Fahr- und Bremswalzen ausgerüstet (die DT2.4 wurden in den 1990er Jahren anstelle des klassischen Schaltwerks mit einem speicherprogrammierbaren Steuerung (SPS) ausgestattet), die nach Ausmusterung der DT2.4 in die DT2.5 eingebaut wurde. Vier verschiedene Schaltstufen (Rangieren, Serie, Parallel und Parallel-Shunt) standen im Fahrbetrieb zur Verfügung. Zum Bremsen stand eine selbsterregte Widerstandsbremse als Hauptbremse sowie eine Federspeicher-Scheibenbremse für das Trieb- und eine Solenoid-Scheibenbremse für das Laufdrehgestell zur Verfügung. Die DT2 waren all-electric-Wagen und betrieblich weder mit den DT1- noch mit den DT3-Einheiten kuppelbar.

## Modernisierung

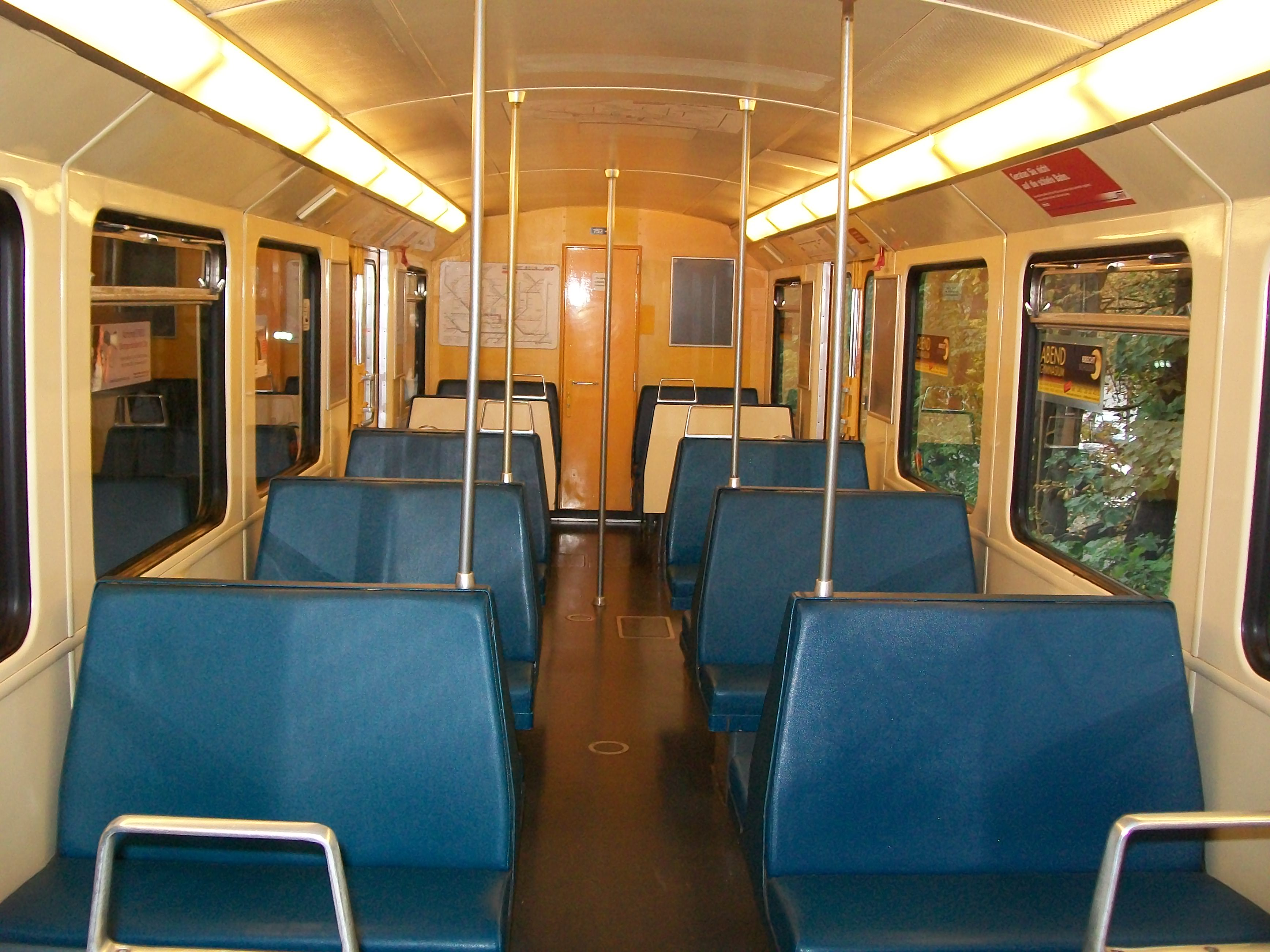
Innenraum nach der Ertüchtigung

Bereits Anfang der 1980er Jahre wollte die HHA alle DT1 sowie einen Großteil der DT2 ausmustern und durch die neue Baureihe DT4 ersetzen. Da der Stadtstaat Hamburg jedoch als Eigentümer der Hochbahn hierfür nicht die notwendigen Mittel bereitstellte, reichten die finanziellen Mittel nur für den Ersatz der DT1, weshalb die DT2 für den längeren Fahrzeugeinsatz ertüchtigt werden mussten. Zunächst sollte dies nur die Serien DT2.3 bis DT2.5 betreffen.
Durch den Umbau wurde unter anderem das korrodierte innere Profilskelett der Fahrzeuge durch neue Profile ertüchtigt. Des Weiteren wurde der Brandschutz gemäß den aktuellen Sicherheitsbestimmungen erhöht.
Ab 1984 wurde der DT2.4-Doppeltriebwagen 9272/9273 (ab 1988: 690) als erste ertüchtigte Einheit eingesetzt. Da die neuen Stirnfronten zu diesem Zeitpunkt noch nicht ausgeliefert waren, liefen diese und auch die ersten Folgewagen noch mit der alten Front. Im November 1986 wurde der Doppeltriebwagen 9202/9203 (ab 1988: 650) des Typs DT2.2 ebenfalls probeweise zerlegt. Daraufhin wurde auch die Modernisierung dieser Typen und der DT2.1 beschlossen. Lediglich die DT2.3 wurden nach vier Fahrzeugen (davon zwei mit neuen Fronten) aus dem Programm ausgeschlossen, da sie durch ihre Technik eine Ausnahme innerhalb der Baureihe darstellten. Die Nutzungsdauer der Fahrzeuge verlängerte sich durch die Modernisierung um etwa 20 bis 25 Jahre. Zur Unterscheidung erhielten sie die Bezeichnung DT2-E (= Ertüchtigt).

## Letzte Jahre und Ausmusterung
Ab 1993 erfolgte die Ausmusterung der DT2.3, im Dezember 2004 endeten die planmäßigen Einsätze der DT2.5, nachdem die DT2.4 durch Entfall der meisten HVZ-Verstärkungszüge bis September 2004 abgestellt wurden. Ab Juni 2005 standen noch zehn Einheiten als Betriebsreserve zur Verfügung und fünf weitere wurden betriebsunfähig abgestellt (sie wurden während der FIFA WM 2006 kurzzeitig reaktiviert). Meistens waren die abgestellten DT2 in der Kehranlage Hagenbecks Tierpark abgestellt. Aufgrund zusätzlicher Verstärkerfahrten wurden die fünf abgestellten Einheiten ab Juli 2008 wieder aufgearbeitet. Es standen damit wieder 15 Einheiten als Reserve zur Verfügung.
Ab Januar 2009 waren 15 DT2-Einheiten als 6-Wagen-Züge wieder im täglichen Einsatz auf der kombinierten Linie U2/U3 (Ringlinie). Grund hierfür war die Sperrung des U2-Streckenabschnittes Gänsemarkt–Berliner Tor. Außerdem verkehrten sie in der morgendlichen Hauptverkehrszeit auf der U1 zwischen Farmsen und Stephansplatz.
Ab Mai 2010 fuhren die DT2 zusätzliche Fahrten während der Hauptverkehrszeiten auf der U3 zwischen Berliner Tor über Barmbek bis Schlump und auf der U2 zwischen Schlump und Berliner Tor. Grund hierfür war die Sperrung des Hafenviaduktes im Bereich Baumwall, der knapp 100 Jahre alt war und nun erneuert wurde. Anfang Oktober 2010 sollte dieser Einsatz beendet sein, wurde allerdings schon vorzeitig im Juli 2010 abgebrochen und nicht wieder aufgenommen.
Wegen der Verzögerungen bei der Lieferung des DT5 (erster Zug für Versuchsfahrten im Streckennetz wurde erst am 1. Dezember 2011 ausgeliefert) waren jedoch die noch vorhandenen Züge bis zu ihrem Ende im November 2015 im Verstärkerverkehr und dienten als Betriebsreserve. Die DT2-Einheiten verfügten nicht über eine automatische Stationsansage und Videokameras (die laut Aussage der Hochbahn in jedem U-Bahn-Wagen installiert sein sollen).
Die letzten DT2 wurden nach ungefähr 53 Betriebsjahren im November 2015 durch den moderneren Nachfolger DT5 ersetzt. Die letzte Fahrt fand am 28. November 2015 statt.

## Bewegliches Denkmal
Der letzte erhaltene DT2-Triebwagen mit der Nummer 604 erhielt eine Eintragung in der Liste der beweglichen Kulturdenkmäler in Hamburg.